# Wahl zur Nationalversammlung von Guyana 2011
Die Wahl zur Nationalversammlung von Guyana von 2011 fand am 28. November 2011 statt.
Die Nationalversammlung von Guyana ist das Parlament des Landes. Die Wahl erbrachte folgendes Ergebnis:

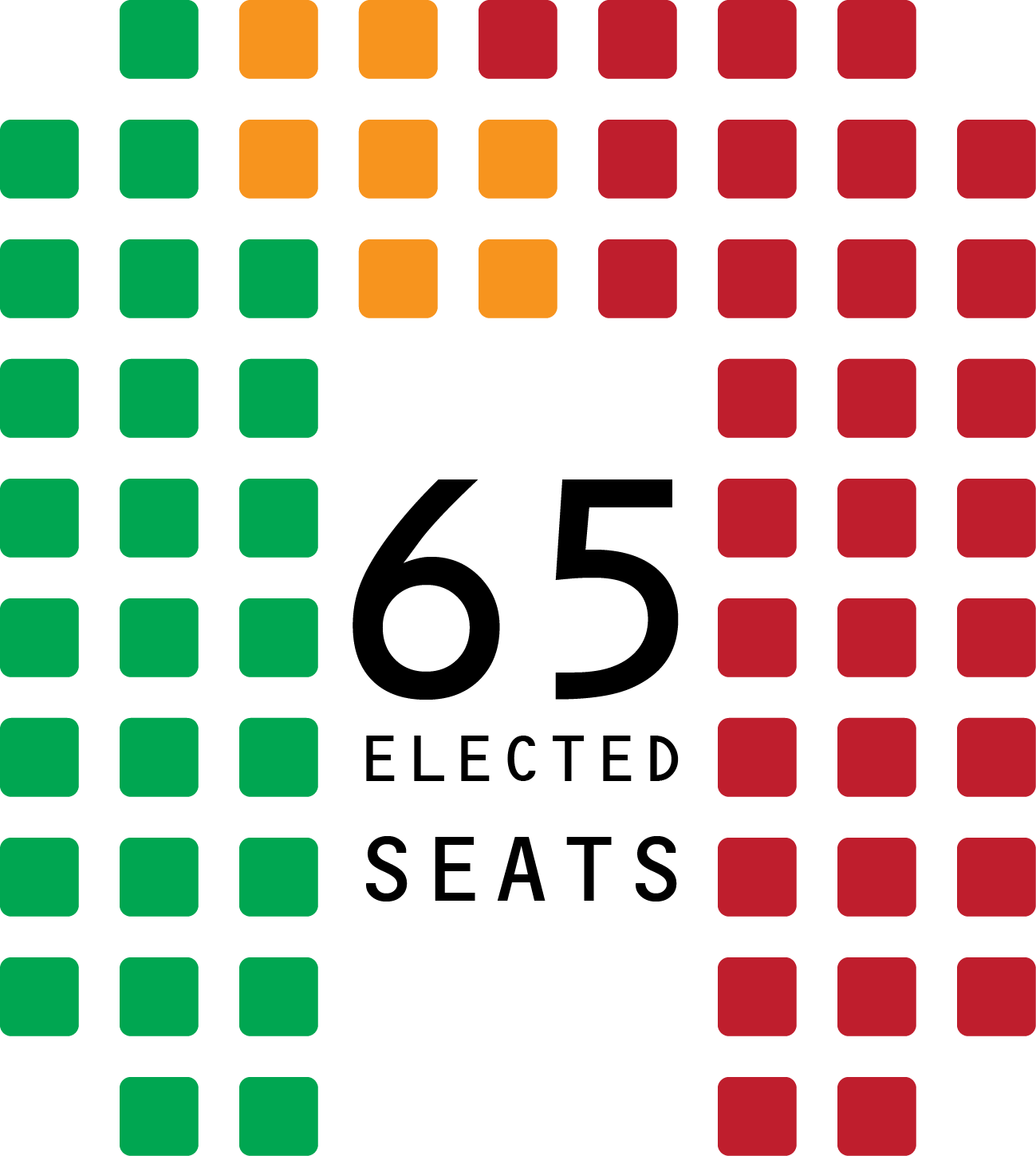
Nationalversammlung von Guyana, Sitzverteilung 2011
People’s Progressive Party (PPP)(32)
A Partnership for National Unity (APNU) (26)
Alliance for Change (AFC) (7)

| Partei | Stimmen | %      | Sitze    | Sitze    | Sitze | Sitze |
| Partei | Stimmen | %      | National | Regional | Σ     | ±     |
| --- | ------- | ------ | -------- | -------- | ----- | ----- |
| People’s Progressive Party/Civic (PPP/C) | 166.340 | 48,62  | 19       | 13       | 32    | −4    |
| A Partnership for National Unity (People’s National Congress–Reform/ Guyana Action Party/National Front Alliance/ Working People’s Alliance) | 139.678 | 40,83  | 16       | 10       | 26    | +3    |
| Alliance for Change | 35.333  | 10,33  | 5        | 2        | 7     | +2    |
| The United Force | 885     | 0,26   | —        | —        | 0     | −1    |
| East Berbice Development Association (Kandidierte nur regional)                                                                              | —       | —      | —        | —        | 0     | ±0    |
| Stimmen gesamt (%) | 342.126 | 100,00 | 40       | 25       | 65    |       |